# حيدر لطيفيان
حيدر قلي لطيفيان(1879 - 27 ديسمبر 1915) المعروف أيضًا باسم حيدر لطيفيان كان من مؤيدي الثورة الدستورية الفارسية والحزب الديمقراطي الإيراني. أثناء احتلال الجيش الإمبراطوري الروسي لطهران في الحرب العالمية الأولى بسبب نظرية التدمير الخاصة بنقل العاصمة من قبل الحكومة الدستورية المؤقتة (لجنة الدفاع الوطني)، نظم المقاومة والقوى الشعبية.

## حياة

### التمسك بالدستورية
وتزامن شبابه مع اغتيال ناصر الدين شاه قاجار، وبعد ذلك شهدت العاصمة تغييرات كثيرة. شارك مقربون من العاصمة، كغيرهم من الإيرانيين، في التطورات الكبرى في إيران. حاول حيدر دعم مؤتمن الملك، الذي أصبح رئيسًا للمجلس الوطني وممثلًا عن المجلس الوطني لمدة ست فترات من فرع المحافظة الوسطى (طهران) من الحزب الديمقراطي.

### حكومة المهاجرين
تحرك حيدر مع بقية الديمقراطيين المعارضين للهجوم العسكري الروسي والبريطاني على إيران باتجاه قم. في هذا الوقت، ينزعج ضباط القوات الكازاخستانية والدرك ويتوقفون عن قتال الروس.
تقع مسؤولية حماية المنطقة الواقعة بين طهران وكرج وقم على عاتق فوج الدرك الأول بطهران المتمركز في يوسف أباد وفوج الدرك الثاني بطهران ومقره في بغشاه وكتيبة قم الدرك المستقلة. وبدعم من لجنة الهجرة، نظم حيدر مع مجموعة من الأشخاص الذين يعرفون الموقع الجغرافي للمنطقة قوى مقاومة شعبية ضد القوات الروسية.

### معركة أخيرة
كتب حسن اعظام قدسي في المجلد الأول من مذكراته بعنوان «ذكرياتي أو توضيح تاريخ مائة عام».
"... يصل الجيش الروسي من جهة إلى قرية الكلمة الواقعة بين طريق رباط كريم وطهران، والمقاتلين المحليين محاصرون من ثلاث جهات. بدأ الروس قصف المنطقة من مسافة ميل تقريبًا، حتى في المساء، يتم قصف معاقل مقاتلي باتوب المحليين. لكن الجميع على قيد الحياة. لكن في المساء اقترب راكبو مشاة الجيش الروسي وبدأت الحرب بالسيوف وبعد اشتباك دموي قتل 70 شخصا... "
كما قُتل حيدر لطيفيان مثل باقي رفاقه.
وفقًا لتقاليد السكان المحليين، جعل الروس من الصعب التعرف على الجثث بقطع رؤوس الموتى. والجثة الوحيدة التي أمكن التعرف عليها (من ملابسه) هي جثة حيدر لطيفيان، الذي دفن بالقرب من شمال قرية وهن أباد.
بعد هزيمة المقاومة الشعبية لرباط كريم ووفاته، أعرب عبد الحسين فرمانفرما عن أسفه عبر برقية أرسلها إلى أصفهان وقال للجنة الدفاع الوطني:
«...بالإضافة إلى امتحانات سبع - ثماني سنوات وامتحانات ساوه ورباط كريم، أيها السادة، سأقدم امتحانًا آخر في أصفهان وأدعو جيشًا أجنبيًا بقوة إلى وسط الأراضي الإيرانية - وهي أصفهان...» 

## أنظر أيضا
- الحملة الفارسية (الحرب العالمية الأولى)
- الثورة الدستورية الفارسية